# Coleophora nutantella
Coleophora nutantella is een vlinder uit de familie kokermotten (Coleophoridae). De wetenschappelijke naam is voor het eerst geldig gepubliceerd in 1857 door Muhlig & Frey.
De soort komt voor in Europa.